# Élisabeth, contessa Greffulhe
(Marcel Proust)
Élisabeth Greffulhe, contessa Greffulhe (nata Élisabeth di Riquet de Caraman-Chimay; Parigi, 11 luglio 1860 – Losanna, 21 agosto 1952), è stata una nobildonna e socialite francese, figlia di Joseph di Riquet de Caraman-Chimay e di Maria Giuseppina di Montesquiou-Fezensac e moglie del conte Henry Greffulhe. Era inoltre cugina di Robert de Montesquiou.
Fu uno dei modelli della Duchessa di Guermantes, già Principessa di Laumes per la classe, lo charme, l'eleganza e per l'alta posizione sociale, personaggio letterario dell'opera Alla ricerca del tempo perduto dello scrittore francese Marcel Proust.

## Biografia

### Infanzia e giovinezza

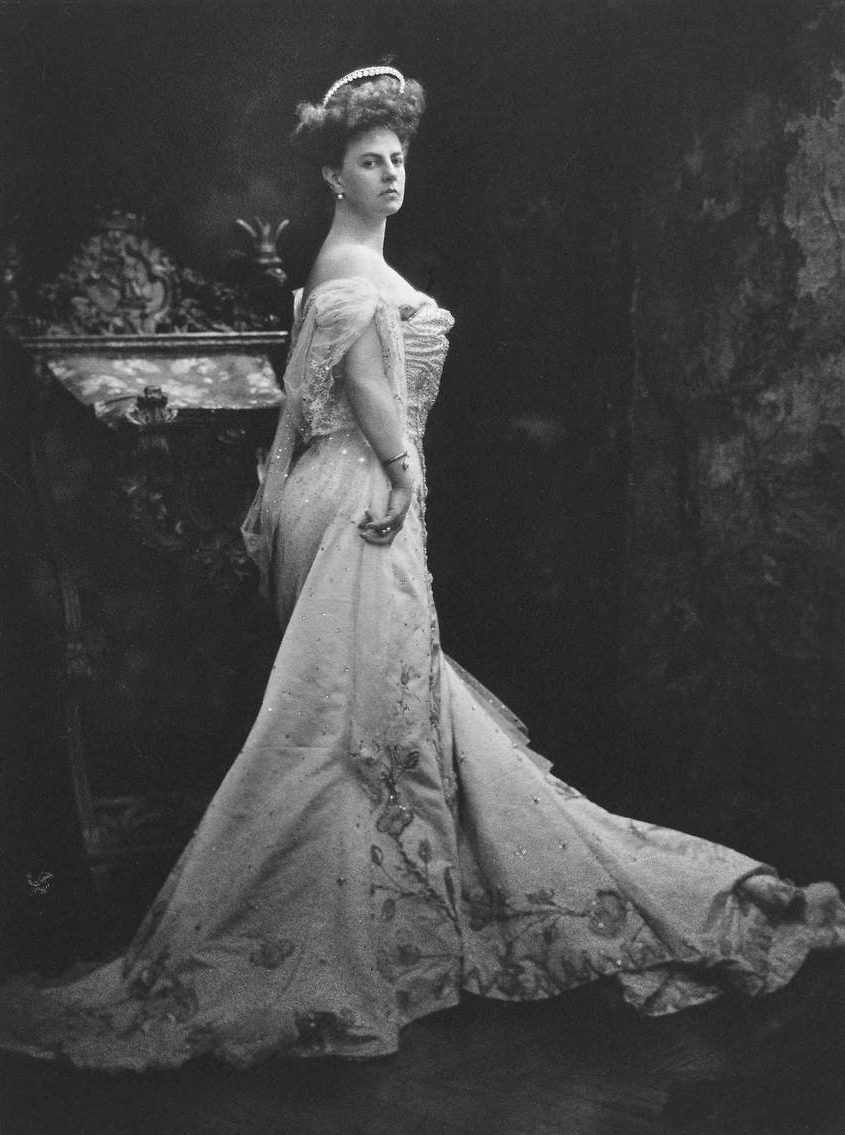
Élisabeth de Riquet in giovane età

Élisabeth è nata a Parigi, figlia di Joseph di Riquet de Caraman, XVIII Principe di Chimay (1836-1892) e di sua moglie, Marie di Montesquiou-Fezensac (1834-1884). Tramite suo padre, era una nipote di Teresa Cabarrus, uno dei vertici della vita sociale parigina durante il Direttorio, e una nipote di Émilie Pellapra, che sosteneva di essere figlia di Napoleone.

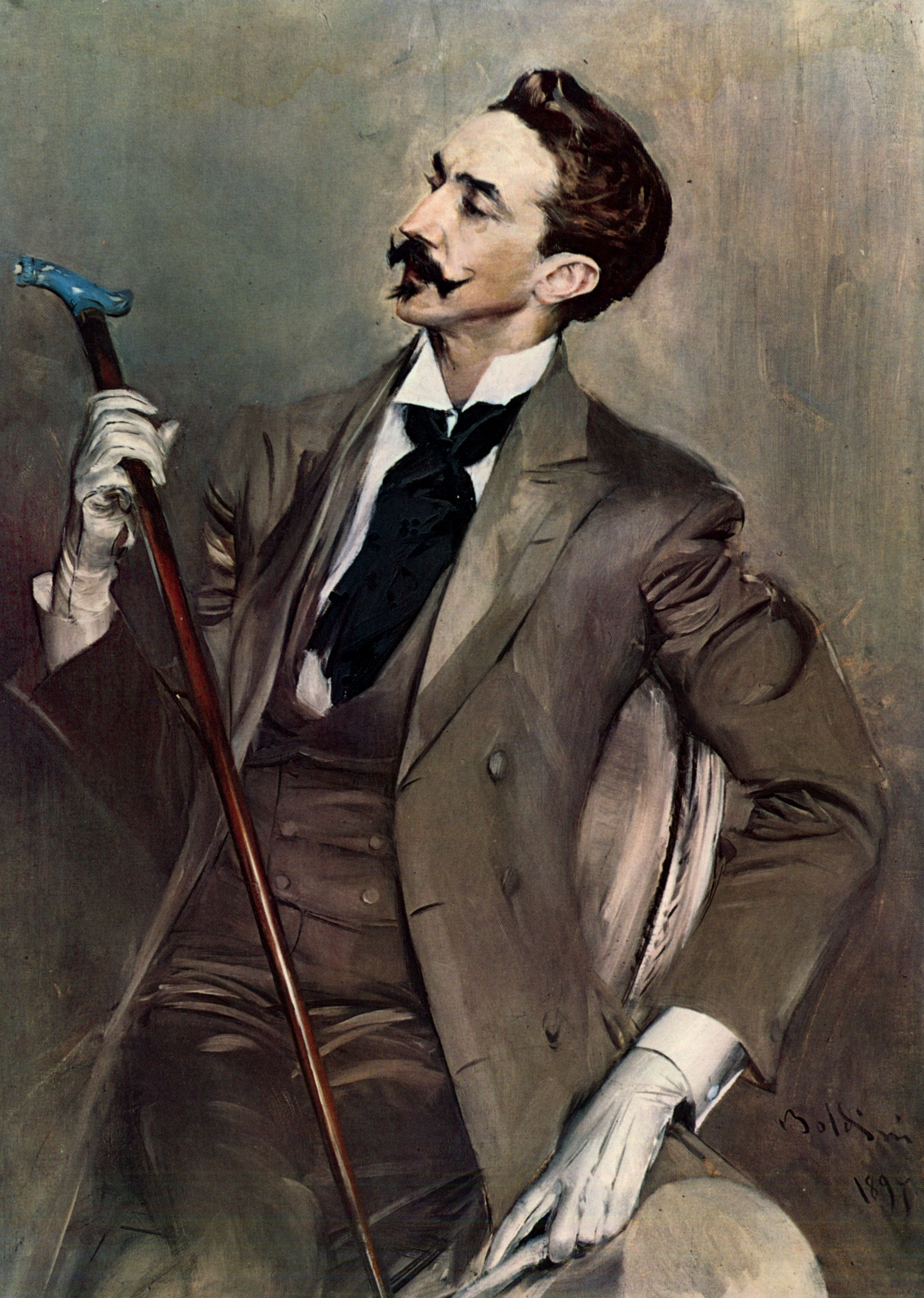
Giovanni Boldini, Ritratto di Robert de Montesquiou, Parigi, Musée d'Orsay

La contessa aveva un amore non corrisposto per suo cugino, il celebre conte Robert de Montesquiou, che era in contatto con la crème della società parigina, che intratteneva regolarmente nel suo salone nella "rue" d'Astorg. Descriveva i suoi occhi come "lucciole nere". Il colore dei suoi occhi era insolito; come Mina Curtiss, che la visitò, notò, i suoi occhi erano come "i petali scuri color porpora di una viola del pensiero raramente vista".

### Matrimonio
(Da una lettera a Robert de Montesquiou del 2 luglio 1893)

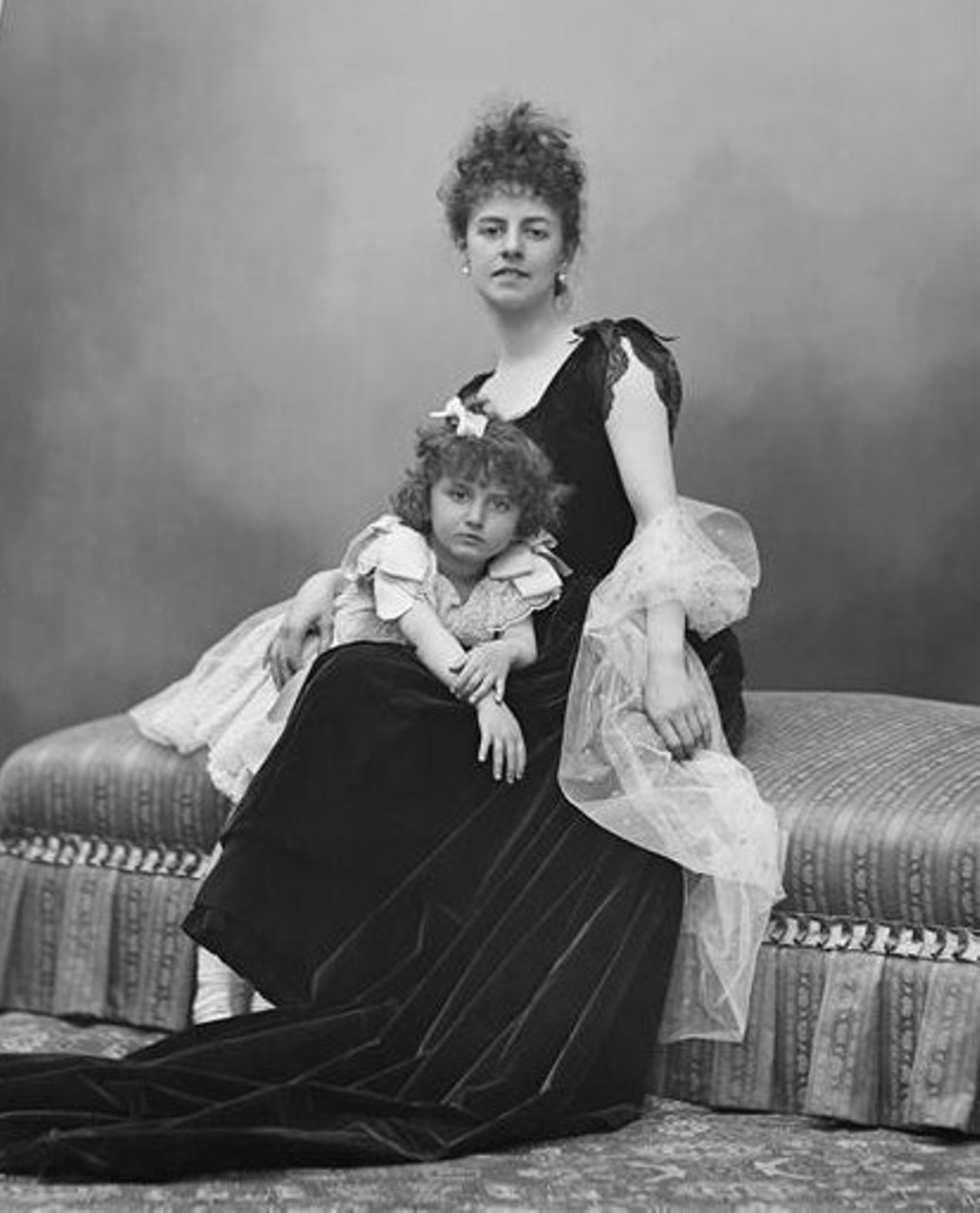
La contessa con sua figlia Élaine,
di Paul Nadar (Parigi, 16 agosto 1886)

Sposò Henry, Conte Greffulhe (1848-1932), della famiglia belga di banchieri, il 28 settembre 1881. Era un uomo infedele e irascibile. Hanno avuto una figlia, Élaine (1882-1958), che sposò Armand, XII duca di Gramont, fratellastro della scrittrice, la Duchessa di Clermont-Tonnerre, che ha scritto su Élisabeth: "La contessa Greffulhe è sempre bella e sempre altrove, ma sarebbe un errore pensare che la sua vita fosse semplicemente la ricerca del piacere (...) non solo è bella, ma è una signora. Preferendo la privacy della propria casa nella "rue d'Astorg" e nel Bois-Boudran nel paese, la contessa Greffulhe non ha mai cenato fuori dall'ambasciata britannica.

### Vita in società ed impegno nel sociale

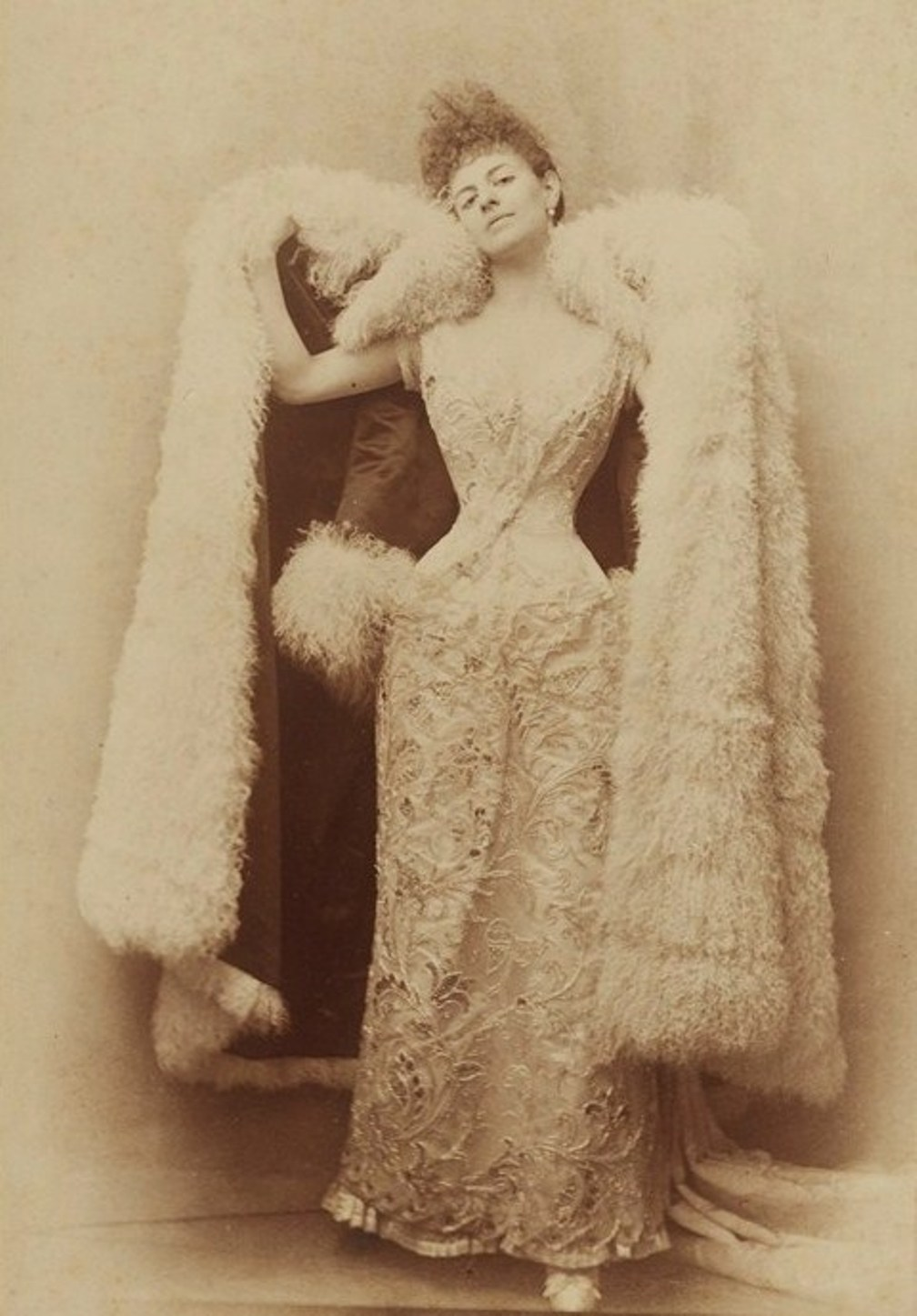
La Contessa in abito da ballo, sotto un gran mantello
di Otto Wegener (Parigi, 1887)

Quando Edoardo VII venne a Parigi, pranzò in modo informale a casa sua ed inoltre (...) si dedicò ad attirare musicisti, studiosi, fisici, chimici, dottori. "
La contessa contribuì a diffondere l'arte di James Whistler e promosse attivamente artisti come Auguste Rodin, Antonio de La Gandara e Gustave Moreau. Gabriel Fauré le ha dedicato la sua  Pavane , che ha ricevuto la sua prima esibizione completa, con il coro, a una festa in giardino che ha tenuto nel suo castello di  Bois-Boudran .

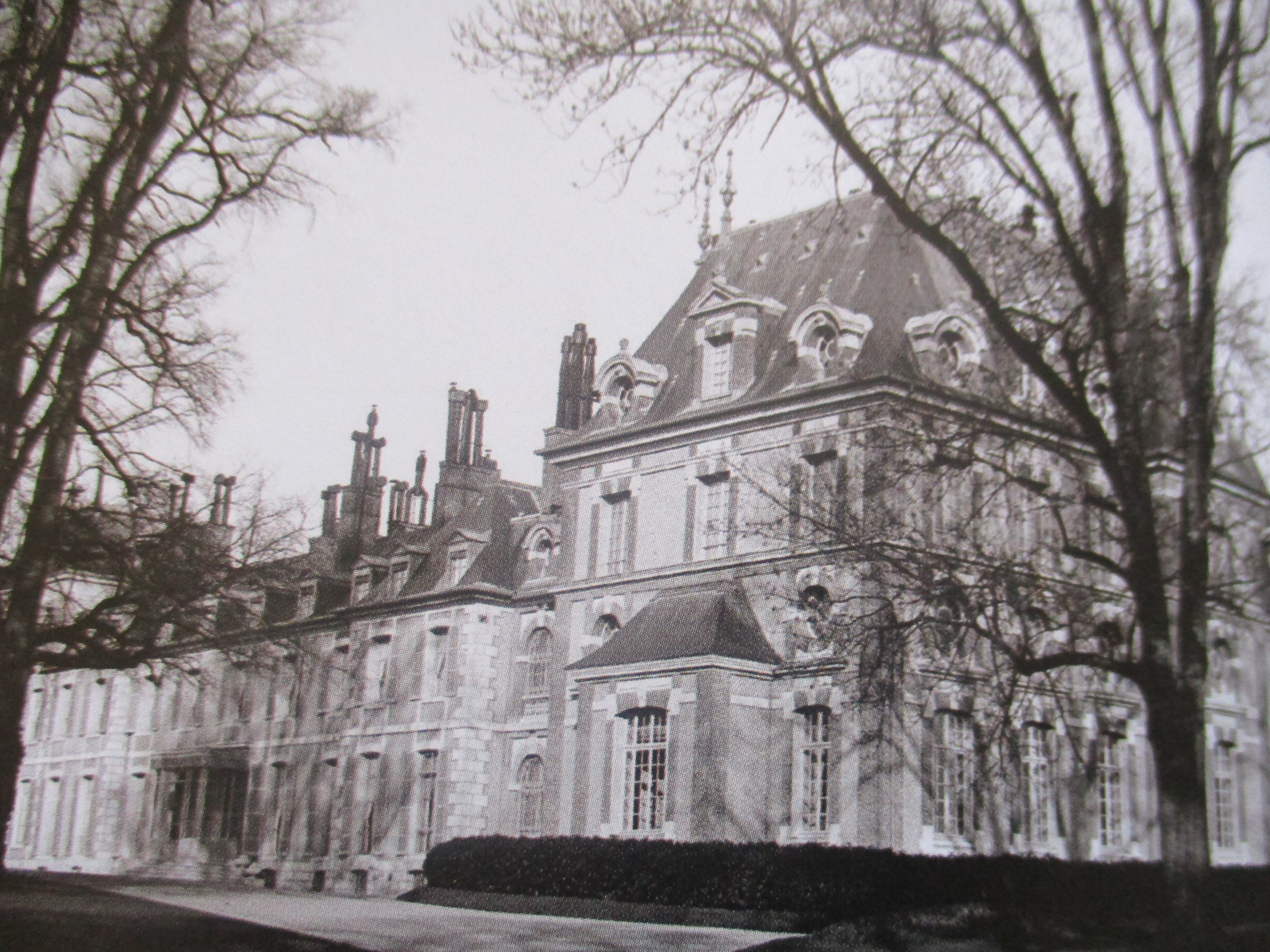
Il Castello di Bois-Boudran in una fotografia d'epoca

Era una protettrice di Sergej Djagilev, del  balletto russo , e ha lanciato una moda per le corse dei greyhound. Affascinata dalla scienza, aiutò Marie Curie a finanziare la creazione dell'Istituto del Radio e Édouard Branly per proseguire la sua ricerca sulla trasmissione radio e sui sistemi telemeccanici.
È una delle principali ispirazioni per il personaggio della duchessa di Guermantes in  Alla ricerca del tempo perduto  di Marcel Proust. Suo marito, il conte Greffulhe, è l'ispirazione principale e quasi unica per il personaggio del "Duca di Guermantes".

### Morte

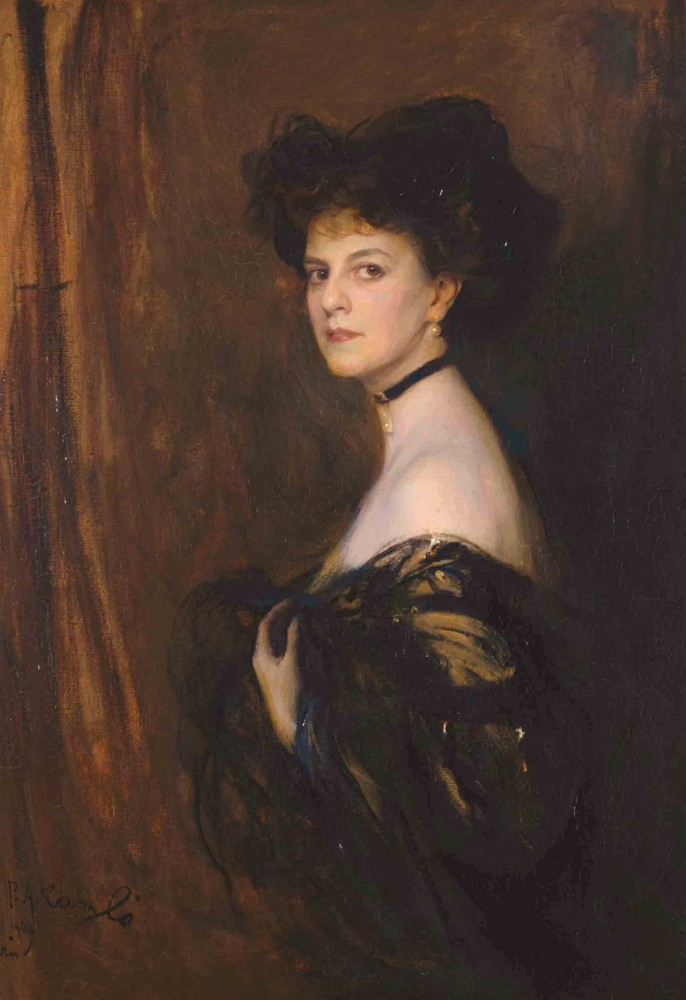
Élisabeth, contessa Greffulhe
di Philip Alexius de Laszlo, 1912

Morì a Losanna, Svizzera, il 21 agosto 1952.